# دبورا اسپار
دبورا اسپار (انگلیسی: Debora Spar؛  – ) یک سیاست‌مدار اهل ایالات متحده آمریکا بود.